# Línia evolutiva d'Omanyte
Aquesta línia evolutiva de Pokémon inclou Omanyte i Omastar.

## Omanyte
Omanyte és una de les espècies que apareixen a la franquícia Pokémon, una sèrie de videojocs, anime, mangues, llibres, cartes col·leccionables i altres mitjans que va ser inventada per Satoshi Tajiri i ha generat milers de milions de dòlars en beneficis per a Nintendo i Game Freak. És de tipus roca i aigua. Evoluciona a Omastar.

## Omastar
Omastar és una de les espècies que apareixen a la franquícia Pokémon, una sèrie de videojocs, anime, mangues, llibres, cartes col·leccionables i altres mitjans que va ser inventada per Satoshi Tajiri i ha generat milers de milions de dòlars en beneficis per a Nintendo i Game Freak. És de tipus roca i aigua. Evoluciona d'Omanyte.